# Michael Kinsley
Michael Kinsley (9 de marzo de 1951) es un político, periodista, comentarista político y pundit estadounidense.
Activo en un principio en medios de comunicación como escritor y editor, comienza a ser conocido por la audiencia televisiva como copresentador de Crossfire. Kinsley ha sido un participante muy notable en desarrollo de contenidos en medios de comunicación en línea.

## CrossfireySlate
Desde 1989 Kinsley toma posiciones representando una posición de izquierdas y librepensadora en varios debates políticos frente a Pat Buchanan en el programa de televisión "Crossfire", con una combinación de habilidades analíticas e ingenio muy reconocidas por el público.
Kinsley aparece en tres películas durante los años 90: Rising Sun, Dave y The Birdcage.
Tras abandonar Crossfire en 1995, regresa a sus raíces editoriales, mudándose a Seattle y trabajando con Microsoft como editor de la revista en línea Slate. En 1999 es nombrado "Editor del año" por la Columbia Journalism Review por su trabajo en esa revista. Deja la revista en 2002 tras comunicar públicamente que padece la enfermedad de Parkinson.

## Frases
"A gaffe is when a politician tells the truth." ("Una metedura de pata es cuando un político dice la verdad"). Esta definición se conoce como Kinsley gaffe.
"The scandal isn't what's illegal; it's what's legal." — (El escándalo no es lo ilegal, sino lo legal) de Crossfire, CNN
"[A]mbition can never be naked in a political campaign, it must be clothed in deceit." — (La ambición nunca puede ir desnuda en una campaña política, debe estar revestida de palabras falsas) Time, 4 de enero de 2008
“So why should Christie’s weight be more than we can bear in a president? Why should it even be a legitimate issue if he runs?
One reason is that a presidential candidate should be judged on behavior and character
. . . .
Perhaps Christie is the one to help us get our national appetites under control. But it would help if he got his own under control first.” - Michael Kinsley, Bloomberg View, 29 de septiembre de 2011

## Lecturas
- "Mine Is Longer Than Yours".  New Yorker. 2008
- Libro: Please Don't Remain Calm: Provocations and Commentaries (W. W. Norton, 2008)